# Jules Allemand
Pour les articles homonymes, voir Allemand (homonymie).
Jules Allemand, décédé en décembre 1916 à Genève, est un architecte paysagiste suisse.

## Biographie
Jules Allemand est le fils de jardinier. Il étudie à Paris où il est l'élève du paysagiste Édouard André. Il retourne à Samoëns et y développe son commerce de jardinerie. Il y rencontre Henry Correvon avec qui il collabore sur de nombreux projets, dont la création du jardin alpin au Village suisse de l'exposition nationale de 1896 à Genève, ce qui le mène à entreprendre le même projet pour l'exposition universelle de 1900 à Paris.
En 1903, Marie-Louise Jaÿ le sollicite pour la conception du jardin botanique alpin La Jaÿsinia à Samoëns, un projet qui mobilise 250 employés sur trois ans (et un budget estimé à 1 million de francs). Selon Jean-Jacques Rousseau dans ses Confessions, le parc était le souhait initial de Mme de Warens.

## Ouvrages

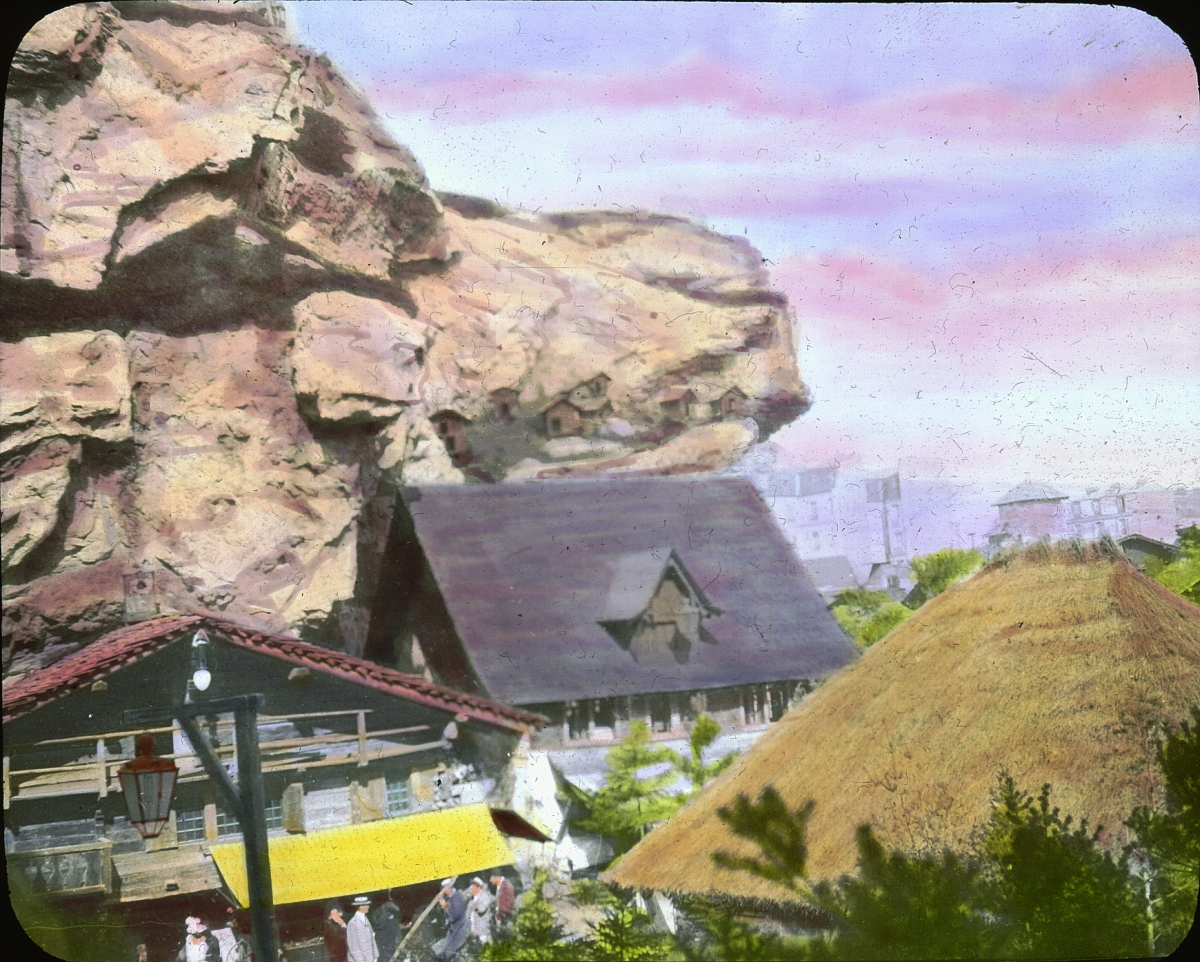
Le village Suisse en 1900

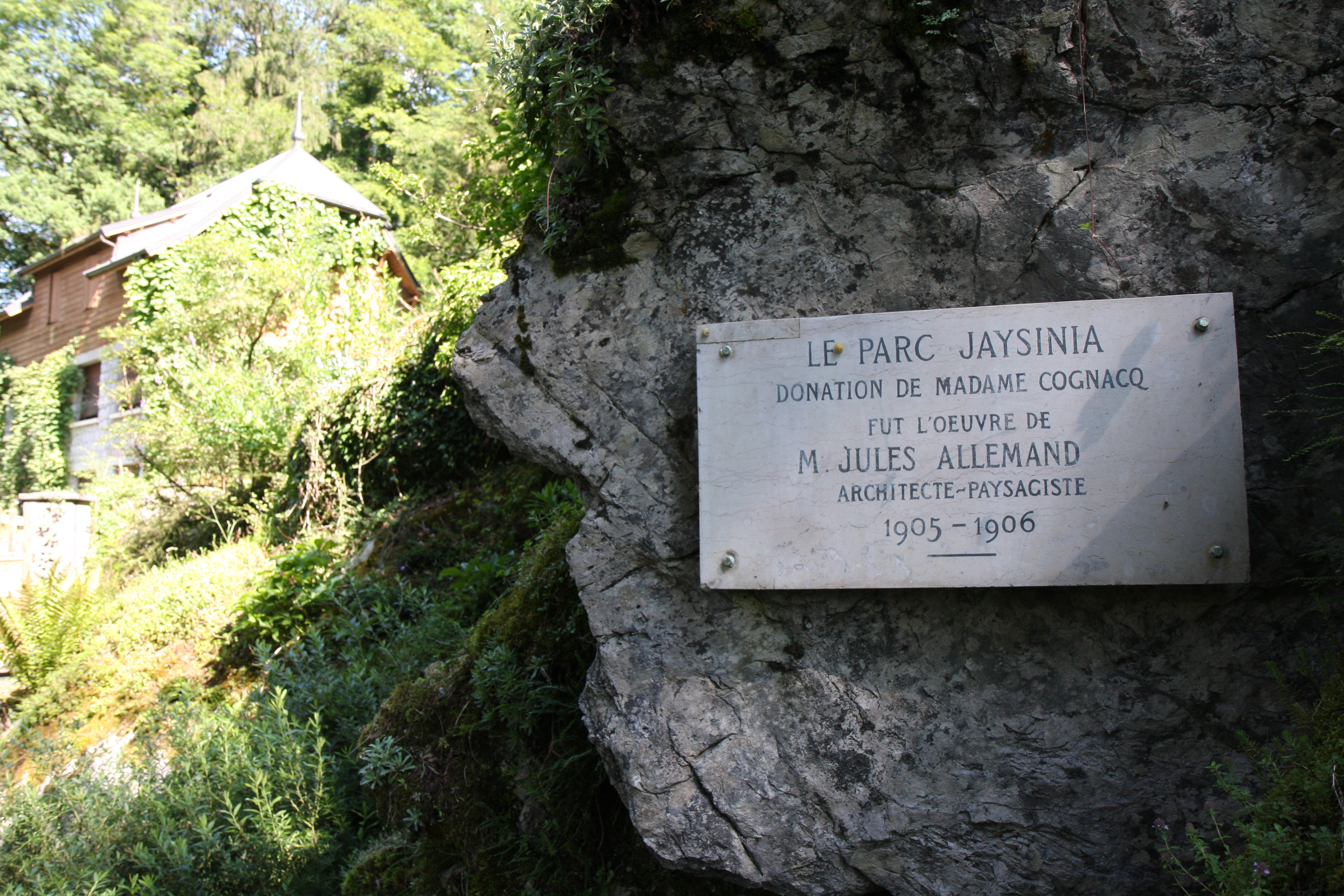
Plaque explicative en hommage à Marie-Louise Cognacq-Jaÿ et Jules Allemand dans la Jardin botanique alpin La Jaÿsinia

Jules Allemand est l'auteur, seul ou en collaboration avec d'autres architectes paysagistes comme Henry Correvon ou Charles Henneberg, de plusieurs projets publics et privés, parmi lesquels :
- Jardin anglais à Genève (1895)[3]
- Jardin alpin du Village suisse de l'Exposition nationale de Genève en 1896[4]
- Village Suisse de l’exposition universelle de 1900 à Paris[5]
- Rocailles du jardin botanique de Genève dans le parc de l'Ariana (1904)[6]
- Jardin botanique alpin La Jaÿsinia à Samoëns (1905-1906)[1]
- Parc du domaine impérial de Gland de la famille Bonaparte[7]
- Jardin alpin du baron de Rothschild au Château de Pregny [8]
- Parc de la propriété d'Edmond Rostand dans les Pyrénées[1]
- Jardin Roussy à La Tour-de-Peilz[9]
- Parc des Eaux-Vives pour la Société des Hôtels de Genève[10] (jardin de l'Hôtel Métropole[11])

## Autres fonctions
- Membre actif de la Société botanique de Genève

## Distinctions
- 1900 : Chevalier de la Légion d'honneur[1]
- 1900 : Grande médaille d'or de l'exposition universelle[10]